# Blankenförde
Blankenförde ist ein Ortsteil der Stadt Mirow im Süden des Landkreises Mecklenburgische Seenplatte in Mecklenburg-Vorpommern.

## Geografie und Verkehrsanbindung
Blankenförde liegt nordöstlich des Kernortes Mirow an der Kreisstraße K 2 und wird durch die Havel vom benachbarten Ortsteil Kakeldütt getrennt. Westlich vom Ort erstreckt sich der Jäthensee, südwestlich der Jamelsee und östlich der Görtowsee.

## Geschichte
Am Jäthensee gab es mittelsteinzeitliche Wohnstätten, belegt durch 1510 Mikrolithen (kleine steinzeitliche Klingen, Schaben oder Spitzen) und Kernbeile, gefunden am Ostufer auf der Feldmark Blankenförde.
Blankenförde wurde 1256 erstmals als Blankenfort urkundlich erwähnt. Damals war Blankenförde Besitz des Klosters Dargun, bis es 1359 der Komturei Mirow geschenkt wurde. Nach der Säkularisation der Komturei gehörte Blankenförde zum Amt Mirow.

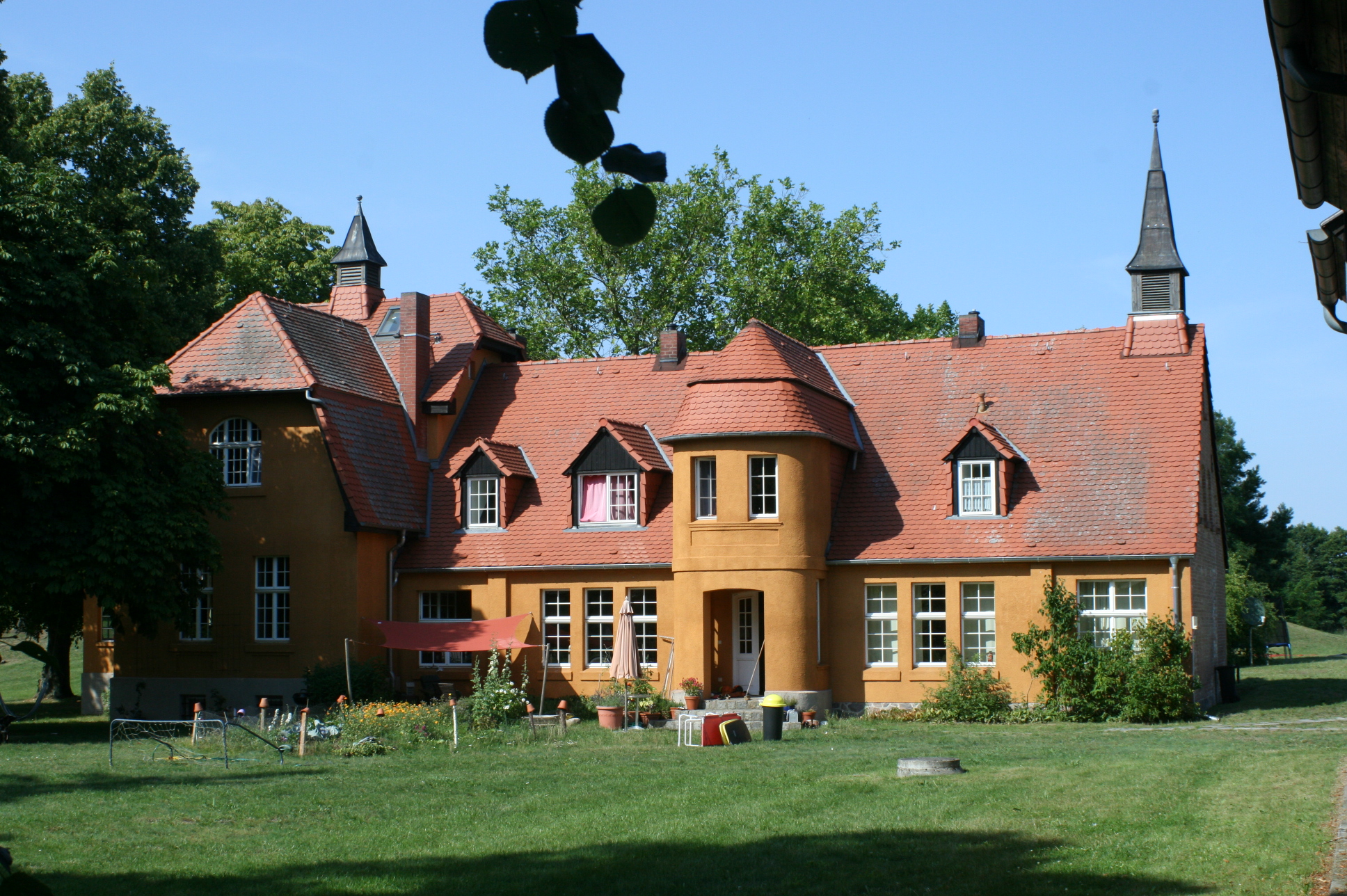
Gutshaus Blankenförde

Bis 2014 gehörte Blankenförde zur Gemeinde Roggentin, diese wurde aber samt Ortsteilen nach Mirow eingemeindet.

## Sehenswürdigkeiten

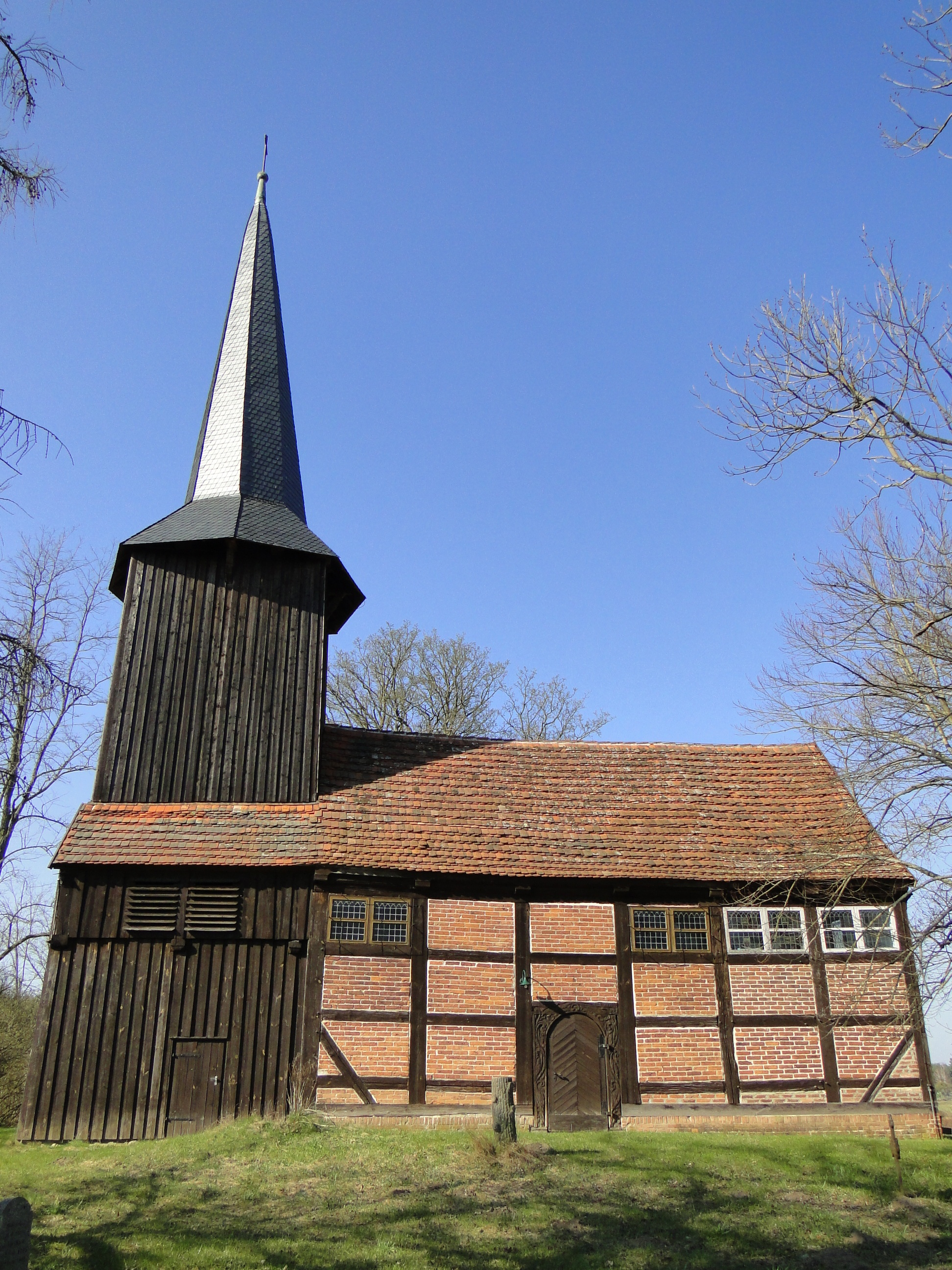
Dorfkirche Blankenförde

In der Liste der Baudenkmale in Mirow sind für Blankenförde sechs Baudenkmale aufgeführt.
- Fachwerkkirche mit Turm von 1702[3]
- Gutshaus, erbaut um 1890 als Bauernhaus und um 1925 umgebaut zum Gutshaus mit Gauben und Türmchen und 200 ha Land. Heute dient es Wohnzwecken.

## Tourismus
In Blankenförde-Kakeldütt befindet sich der Campingplatz Zum Hexenwäldchen.